# Homonoea praecisa
Homonoea praecisa är en skalbaggsart som beskrevs av Newman 1842. Homonoea praecisa ingår i släktet Homonoea och familjen långhorningar.
Artens utbredningsområde är Filippinerna. Inga underarter finns listade i Catalogue of Life.